# رانتشو بالوس فيرديس (كاليفورنيا)
رانتشو بالوس فيرديس (بالإنجليزية: Rancho Palos Verdes)‏ هي إحدى مدن مقاطعة لوس أنجليس، كاليفورنيا. تم إعطاءها لقب مدينة في 7 سبتمبر، 1973.

## التركيبة السكانية
حدّد مكتب تعداد الولايات المتحدة بيانات التركيبة السكانية لرانتشو بالوس فيرديس في تعداد الولايات المتحدة. في ما يلي، التركيبة السكانية حسب تعدادي 2000 و2010.

### تعداد عام 2000
بلغ عدد سكان رانتشو بالوس فيرديس 41,145 نسمة بحسب تعداد عام 2000، وبلغ عدد الأسر 15,256 أسرة وعدد العائلات 12,223 عائلة مقيمة في المدينة. في حين سجلت الكثافة السكانية 1,179.3 نسمة لكل كيلومتر مربع (3,054.4/ميل2). وبلغ عدد الوحدات السكنية 15,709 وحدة بمتوسط كثافة قدره 450.2 لكل كيلومتر مربع (1,166.0/ميل2).
وتوزع التركيب العرقي للمدينة بنسبة 67.23% من البيض و1.98% من الأمريكيين الأفارقة و0.15% من الأمريكيين الأصليين و25.95% من الأمريكيين ذوي الأصول الآسيوية و0.10% من سكان جزر المحيط الهادئ و1.21% من الأعراق الأخرى و3.39% من عرقين مختلطين أو أكثر و5.68% من الهسبانيون أو اللاتينيون من أي عرق.
بلغ عدد الأسر 15,256 أسرة كانت نسبة 34.3% منها لديها أطفال تحت سن الثامنة عشر تعيش معهم، وبلغت نسبة الأزواج القاطنين مع بعضهم البعض 70.8% من أصل المجموع الكلي للأسر، ونسبة 6.8% من الأسر كان لديها معيلات من الإناث دون وجود شريك، بينما كانت نسبة 2.5% من الأسر لديها معيلون من الذكور دون وجود شريكة وكانت نسبة 19.9% من غير العائلات. تألفت نسبة 16.8% من أصل جميع الأسر من عدة أفراد يعيشون في نفس المنزل ونسبة 7.6% كانت تتألف من شخص يعيش بمفرده يبلغ من العمر 65 عاماً أو أكثر. وبلغ متوسط حجم الأسرة المعيشية 2.66، أما متوسط حجم العائلات فبلغ 3.00.
بلغ العمر الوسطي للسكان 44.7 عاماً. وكانت نسبة 23% من القاطنين تحت سن الثامنة عشر، وكانت نسبة 4.6% بين الثامنة عشر والرابعة والعشرين عاماً، ونسبة 22.8% كانت واقعةً في الفئة العمرية ما بين الخامسة والعشرين والرابعة والأربعين عاماً، ونسبة 30.6% كانت ما بين الخامسة والأربعين والرابعة والستين، ونسبة 17.8% كانت ضمن فئة الخامسة والستين عاماً فما فوق. يوجد لكل 100 أنثى 94.6 ذكر، ويوجد لكل 100 أنثى في الثامنة عشر من عمرها فما فوق 91.2 ذكر.
بلغ متوسط دخل الأسرة في المدينة 95,503 دولارًا، أما متوسط دخل العائلة فبلغ 105,586 دولارًا. وكان متوسط دخل الذكور 80,617 دولارًا مقابل 46,665 دولارًا للإناث. وسجل دخل الفرد الخاص بالمدينة 46,250 دولارًا. وكانت نسبة 2% من العائلات ونسبة 2.9% من السكان تحت خط الفقر، وكان من هؤلاء نسبة 3.1% تحت سن الثامنة عشر ونسبة 2.6% في الخامسة والستين من العمر وما فوق.

### تعداد عام 2010
بلغ عدد سكان رانتشو بالوس فيرديس 41,643 نسمة بحسب تعداد عام 2010، وبلغ عدد الأسر 15,561 أسرة وعدد العائلات 12,143 عائلة مقيمة في المدينة. في حين سجلت الكثافة السكانية 1,193.6 نسمة لكل كيلومتر مربع (3,091.4/ميل2). وبلغ عدد الوحدات السكنية 16,179 وحدة بمتوسط كثافة قدره 463.7 لكل كيلومتر مربع (1,201.0/ميل2).
وتوزع التركيب العرقي للمدينة بنسبة 61.71% من البيض و2.44% من الأمريكيين الأفارقة و0.19% من الأمريكيين الأصليين و29% من الأمريكيين ذوي الأصول الآسيوية و0.10% من سكان جزر المحيط الهادئ و1.80% من الأعراق الأخرى و4.76% من عرقين مختلطين أو أكثر و8.54% من الهسبانيون أو اللاتينيون من أي عرق.
بلغ عدد الأسر 15,561 أسرة كانت نسبة 33.3% منها لديها أطفال تحت سن الثامنة عشر تعيش معهم، وبلغت نسبة الأزواج القاطنين مع بعضهم البعض 67.3% من أصل المجموع الكلي للأسر، ونسبة 7.8% من الأسر كان لديها معيلات من الإناث دون وجود شريك، بينما كانت نسبة 3% من الأسر لديها معيلون من الذكور دون وجود شريكة وكانت نسبة 22% من غير العائلات. تألفت نسبة 18.9% من أصل جميع الأسر من عدة أفراد يعيشون في نفس المنزل ونسبة 11.6% كانت تتألف من شخص يعيش بمفرده يبلغ من العمر 65 عاماً أو أكثر. وبلغ متوسط حجم الأسرة المعيشية 2.65، أما متوسط حجم العائلات فبلغ 3.03.
بلغ العمر الوسطي للسكان 47.8 عاماً. وكانت نسبة 22.2% من القاطنين تحت سن الثامنة عشر، وكانت نسبة 5.6% بين الثامنة عشر والرابعة والعشرين عاماً، ونسبة 16.9% كانت واقعةً في الفئة العمرية ما بين الخامسة والعشرين والرابعة والأربعين عاماً، ونسبة 32% كانت ما بين الخامسة والأربعين والرابعة والستين، ونسبة 23.2% كانت ضمن فئة الخامسة والستين عاماً فما فوق. وتوزع التركيب الجنسي للسكان بنسبة 48.5% ذكور و51.5% إناث.

## أعلام
- يان ويلي
- نيتا بيبر
- ناتالي باك
- روبي روجيرز
- باول كونراد